# تأين بالترذيذ الإلكتروني

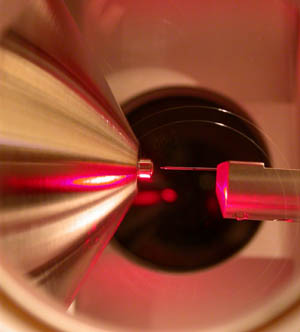
مصدر أيونات حسب التأين بالترذيذ الإلكتروني

التأين بالترذيذ الإلكتروني (بالإنجليزية: Electrospray ionization)‏ (اختصاراً ESI) هي تقنية تأين تستعمل في مطيافية الكتلة من أجل إنتاج الأيونات للمركب المراد تحليله.
تعد وسيلة التأين بالترذيذ الإلكتروني واحدة من أساليب التأين اللينة، إذ أنه لا تحدث تشظية fragmentation كبيرة للمركب، وتستعمل بشكل واسع من أجل إنتاج الأيونات من الجزيئات الضخمة المتمتعة بخواص قطبية مثل البروتينات والأحماض النووية.
تتضمن العملية انتقال أيونات العينة من المحلول إلى الطور الغازي من خلال إخضاعها لحقل كهربائي قوي في الضغط الجوي وذلك قبل أن تنتقل الأيونات بشكل تدريجي إلى المناطق ذات التفريغ العالي في مطياف الكتلة، لذا فهي تندرج ضمن تقنيات التأين تحت الضعط الجوي.تقنية التأين هذه تتطلب أن تكون العينات بتراكيز منخفضة جداً، غالباً ما تكون تراكيز مكروئية تتراوح 10−3 إلى 10−6 M.
حاز جون بينيت فين John Bennett Fenn على جائزة نوبل في الكيمياء عام 
2002، وذلك لإسهامه بتطوير هذه التقنية لتحليل الجزيئات الضخمة الحيوية.

## آلية التأين
تمرر العينة الموجودة في المحلول في أنبوب شعري فولاذي إلى حقل كهربائي قوي وذلك بوجود تيار من غاز النيتروجين المسخن إلى درجات حرارة تصل إلى حوالي 300°س وذلك للمساعدة في تبخير المذيب الحاوي على العينة. تتشكل نتيجة هذه العملية قطيرات مشحونة كهربائياً، تساق بشكل تدريجي إلى مناطق مفرغة، يصل الضغط فيها إلى عدة ميليمترات زئبقية (تور)، حتى تصل إلى محلل الكتلة Mass analyzer.

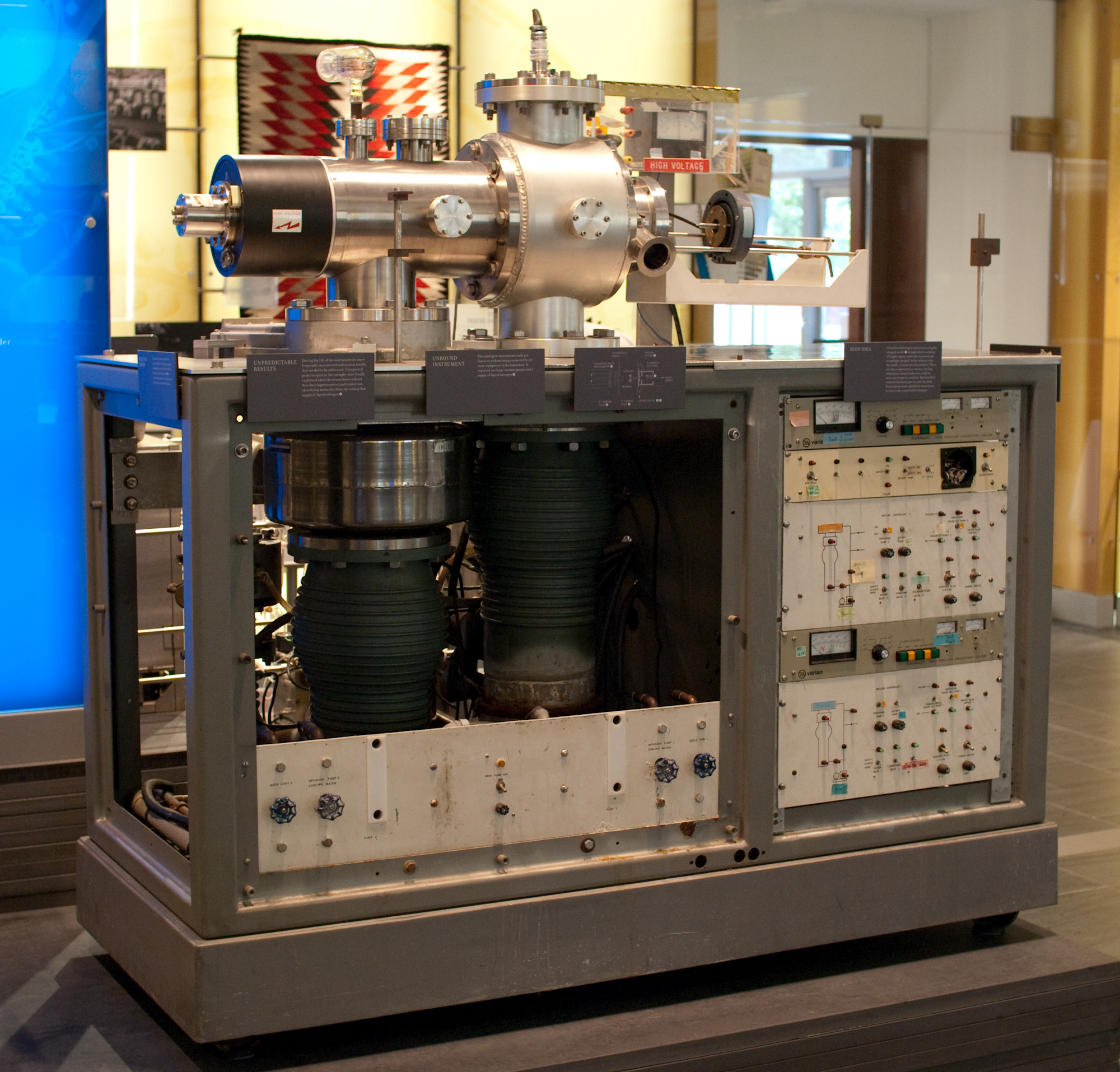
جهاز مطياف كتلة الذي استخدمه جون فين لتطبيق التأين بالترذيذ الإلكتروني أول مرة

هناك نظريتان رئيسيتان لتفسير تشكل الأيونات في الطور الغازي
- نموذج تبخر الأيونات [3] Ion Evaporation Model (IEM): والذي ينص على أن الأيونات تكون موزعة على سطح القطيرة المشحونة، بتناقص نصف قطر القطيرة نتيجة تبخر المحل، تتوزع الأيونات على السطح، إلى أن تصل إلى حد أدنى من نصف القطر بعده تتشتت القطيرات وتنطلق الأيونات، وذلك لكبر قوة الحقل المطبق عليها ولازدياد كثافة الشحنة.
- نموذج الباقي المشحون [4] Charged Residue Model (CRM): والذي ينص على أن القطيرة تخضع إلى التبخر، بحيث أن جزيئات المحل (المذيب) تتطاير من القطيرة بشكل متوالي إلى أن يبقى في النهاية قطيرات تحوي كل منها أيون واحد من المركب. تتشكل الأيونات في الطور الغازي بعد تبخر جزيئات المحل المتبقية، بحيث تنتقل بعدها الشحنة من القطيرة إلى الجزيء المراد تحليله.

على الرغم من عدم وجود دليل علمي على ذلك، إلا أن هناك العديد من الأدلة غير المباشرة تشير إلى أن الأيونات الصغيرة تتحرر إلى الطور الغازي من القطيرات وذلك حسب نموذج تبخر الأيونات، أما الأيونات الأكبر فتتشكل حسب نموذج الباقي المشحون.